# ジャック・ヴァレ
ジャック・ファブリス・ヴァレ（Jacques Fabrice Vallée, 1939年9月24日 - ）は、ベンチャー・キャピタリスト、コンピュータ科学者、作家、UFO研究者、元天文学者である。

## 人物
メインストリームの科学の世界においては、NASAの求めに応じて史上初のコンピュータ・データによる火星の地図作成に共同研究者としてあたったこと、そして現代のインターネットの原型であるところのアーパネット開発のため、SRIインターナショナルに於いてネットワーク情報センターの仕事に取り組んだことで有名である。ヴァレはまた未確認飛行物体（UFO）研究における重要人物でもあって、初期には地球外起源仮説には科学的にみて正当性があるという主張を弁護していたものの、のちには多次元間仮説  interdimensional hypothesis を主張したことで知られる。
現在カリフォルニア州サンフランシスコに居住している。

## 経歴
ヴァレはフランスのポントワーズに生まれた。彼はソルボンヌ大で数学の学位を、次いでリール大で宇宙物理学の修士号を取得した。彼は1961年、天文学者としてパリ天文台でその職業生活を開始した。彼は、フランス語で書いた最初のSF小説でジュール・ベルヌ賞を受賞してもいる。
彼は1962年、アメリカに渡り、オースティンのテキサス大で天文学者として働き始めた。同大のマクドナルド天文台では、火星の詳細な地図を作成するためNASAが立ち上げたプロジェクトに取り組んだ。
1967年、ヴァレはノースウェスタン大からコンピュータ科学で博士号を取得した。1972～76年には「未来研究所」（注：カリフォルニア州パロアルトのシンクタンク）に所属し、アメリカ国立科学財団（NSF）によるコンピュータ・ネットワークに関わる大型プロジェクトで主要な研究員として働いた。そのプロジェクトは、インターネットがかたちを為す何年も前に、アーパネット ARPANET 上における最も初期のネット会議システムの一つである「プランニング・ネットワーク」(PLANET) を開発するというものであった。
彼はミシガン大工学部の諮問委員会委員にも就任し、人工知能の初期の研究に携わった。
ヴァレはハイテクに関する4冊の本、すなわち「コンピュータ・メッセージ・システム」「エレクトロニック・ミーティング」「ネットワーク革命」「インターネットの核心」を執筆している。
ヴァレは、彼の指導役ともいうべきJ・アレン・ハイネックとともに長年、細心の注意を払いつつUFO現象を研究し、スティーヴン・スピルバーグの映画「未知との遭遇」 でフランソワ・トリュフォーが演じたキャラクターのモデルともなった。
彼はその研究のため、世界各地を訪れた。ヴァレはUFO現象の研究をリードする専門家の一人とされており、このテーマに関する科学的な著作を何冊か執筆している。
現在の彼は、無限責任出資家として関わっているベンチャー・キャピタルファンド、SBVベンチャー の運営に精力を傾けている。やはり無限責任出資家であるグラハム・バーネット とともに、彼は現在、新たなベンチャー・キャピタルファンドの立ち上げにも取りかかっている。
既婚者で、2人の子供がいる。

## ベンチャー・キャピタルでの活動
1982年以来、ヴァレはベンチャー起業家として共同で４つのベンチャー・キャピタルファンドを設立しており、特筆すべきものとしては、ハイテク分野に特化した共同ベンチャーファンドのユーロ・アメリカ・ファミリーがある。それらのファンドにおいて、彼は無限責任出資家として60を超す創業期の企業に先頭をきって初期投資をしてきた。そのうち18の企業は、新規上場や企業買収などを通じて公開市場での取引対象となっている。主なものとしては以下のような企業がある。
- アキュレイ・システムズ Accuray Systems (ナスダック:ARAY) 外科手術ロボット開発分野の医療機器会社
- サンスタット・メディカル Sangstat Medical (ジェンザイム社により買収) 臓器移植治療に特化
- マーキュリー・インタラクティブ Mercury Interactive (2006年ヒューレット・パッカード社により買収) ソフトウェア調査会社
- エレクトロニクス・フォー・イメージング Electronics for Imaging (ナスダック:EFII)
- ハーモニック・ライトウェイブス Harmonic Lightwaves (ナスダック:HLIT)
- クラス・データ・システムズ  Class Data Systems (シスコ社により買収)
- ウビークエ Ubique (AOL社により買収)
- モビリアン Mobilian (インテル社により買収）
- ナノグラム・ディバイス Nanogram Devices (グレートバッチ社により買収) ナノテクノロジー・バッテリー製造業

## UFO研究と学術的な仕事
1955年3月、ヴァレはポントワーズの自宅で初めて未確認飛行物体を目撃した。6年後の1961年、フランスの天文台でスタッフとして働いていた時に、ヴァレは、地球を周回している未知の物体の航跡を記録したテープが廃棄されるのを目撃した。その異常な物体は逆行衛星――つまり、地球の自転とは逆の方向に周回する衛星だった。彼がこれを観察した当時、そのような衛星を打ち上げるに足るだけのパワーをもったロケットは存在しなかった。それ故に観測チームの面々はひどく興奮し、地球の重力が自然界の衛星（つまり小惑星である）を捉まえたのではないかと考えた。が、そこにやってきた上司はそのテープを消去してしまった。この出来事は、ヴァレがその後長くUFO現象に興味を抱き続けるようになるきっかけとなった。
他の多くのUFO研究者同様、1960年代半ばのヴァレは、当初、地球外起源仮説（すなわちET仮説である）の裏付けを取ろうと試みていた。斯界をリードする研究者であるジェローム・クラーク  は、彼が最初に出した２冊のUFO本は、それまでにET仮説を擁護すべく書かれたものの中で、最も科学的に洗練されたものだったと評している。
しかし、1969年までに彼はその結論を変えてしまい、公然とこう述べるに至った――ET仮説はあまりに偏狭で、あまりにも多くのデータを無視しさっている、と。ヴァレは、UFOと他のもの、つまりカルト・宗教運動・デーモン・天使・ゴースト・未確認生物の目撃・サイキック現象といったものの共通性を探究しはじめたのだ。こうしたものの間の潜在的な連関についてめぐらせた考察は、まず、彼の3番目の書物『マゴニアへのパスポート：フォークロアから空飛ぶ円盤へ』で詳述されることとなった。
地球外から訪問者が来ているという仮説に代わるものとして、ヴァレは多次元訪問仮説というものを示唆した。この仮説はET仮説を拡張したもので、つまり、いわゆる地球外存在というものは潜在的には「どこから来ていたとしてもおかしくない」というものである。その存在は時空を超えた多次元的なものであるかもしれず、従って人間と共存しながらその存在を知られぬままでいる可能性がある、ということをそれは意味している。
ポピュラーなET仮説に対するヴァレの批判は主だったアメリカのUFO研究者たちには受けが悪く、従って当時の彼はさながらその世界から追放された者のようであった。実際、彼は自らのことを「異端者の中の異端者」と称している。
ヴァレのET仮説に対する異論をまとめた論文としては、「未確認飛行物体の地球外起源説に抗する5つの議論」（ジャーナル・オブ・サイエンティフィック・エクスプロレーション、1990年）がある。

科学界の意見というのは、総じて世論の後追いをしてきたようだ。つまり「未確認飛行物体は実在しない」（自然現象仮説）とするか、もしそれが存在するのならば「それは我々が宇宙を旅行してきた進んだ種族の訪問を受けていることの証拠であるに違いない」（地球外仮説、すなわちET仮説）とするか、のいずれかである。が、UFOの調査というのはこの二方向のいずれかを追究せねばならぬわけではない、というのが著者の見解である。集積されてきた情報のデータベースは幾つかのパターンを示しており、それらはおおむね「UFOは現に存在しており、これまで認識されたことのない現象のあらわれであるが、諸々の事実は＜宇宙からの訪問者＞といった、皆が共有している概念を支持しているわけではない」ということを明かしている。以下に明示する5つの議論は、ET仮説と矛盾をきたすものである。
1. 説明不能な接近遭遇事例は、地球の物理的探査のために必要なものとして行われていると考えた場合、あまりにも数が多すぎる
2. いわゆる「エイリアン」のヒューマノイド型の身体構造は、他の惑星に発したものとは考えがたく、生物学的にいって宇宙旅行に適合したものではない
3. 何千ものアブダクション事例で報告された振る舞いは、「そこでは進んだ種族によって遺伝的ないしは科学的な検査が行われた」とする仮説と矛盾する
4. 有史以来の人類史を通じてこの現象がみてとれるということは、UFOが現代に特有の現象ではないことを示している
5. UFOは明らかに時間と空間を操作できる能力を持っており、そのことは従来のものとは全く異なった、より多彩な別の解釈があることを示唆している

ヴァレは、ファティマの奇蹟と聖母マリアの出現の探究にも功績を挙げている。彼の仕事は、ファティマ＝UFO仮説を支持するために用いられてきた。ヴァレは、ファティマで見られた「太陽のダンス」がUFOであった可能性を最も早く論じた人物の一人である。UFOという概念はむろん（注：ファティマの奇蹟があった）1917年の時点では知られていなかったのであるが、ファティマの顕現の現場にいた人々のほとんどは、そこで起きたとされる事象を「UFOのせいだ」などとは思いもしなかったであろう（むろん「地球外のものだ」などということは尚更ありえない）。ヴァレはまた、その他の宗教的顕現譚がUFOの活動の結果であった可能性についても考察をめぐらせている。ルルドの聖母や、ジョセフ・スミスへの啓示といったものである。ヴァレは他の研究者たちとともに、アカデミズムの中でも超常現象はもっと研究されるべきであると唱えてきた。彼らは、こうした問題を神学者たちだけに任せておいてはならない、と考えているのである。

## 映像出演
スティーヴン・スピルバーグの映画「未知との遭遇」で、ヴァレは、フランス人研究者のラコーム（フランソワ・トリュフォー）のモデル役となった。
1979年、ロバート・エメネガーとアラン・シャンドラは、1974年制作のドキュメンタリー「UFO　過去・現在・未来」（UFOs, Past, Present and Future）にジャック・ヴァレのナレーションを付け、新たに1979年バージョンを作った。新版のタイトルは「UFO　それは始まった」（UFOs: It Has Begun）である。
ジャック・ヴァレはスピルバーグに対し、この現象には（注：ET仮説とは）別の説明があることについて関心をもってもらおうと試みた。コンスパイア・コム  Conspire.com のインタビューに対して、ヴァレはこう語った。「彼にはこう言ったんですよ。地球外から何か来ているワケではない、となれば、話はもっと面白くなりますよ、って。もしそれが現実に存在する物理的なもので、でもETじゃなかったら、ってことです。そのとき彼は言いました――あなたはたぶん正しいのでしょう。でもそれは大衆が望んでるものじゃない。ここはハリウッドなんです。僕はみんなに、彼らが期待しているものになるべく近いものをあげたい、って考えてるんだ」

## X-ファイル
1996年4月12日に放送された「X-ファイル」シーズン3・エピソード20には、偽物のエイリアンのパイロットが登場した。一人の名前は「ジャック・シェーファー」で、もう一人は「ロバート・ヴァレ」だった。ロバート・シェーファーによると、これは X-ファイルのクリエーターのクリス・カーターによるジョークで、ヴァレとシェーファーにちなんだ名前をキャラクターにつけたものであった。シェーファーはさらにこうも述べている。「あとのほうで彼らを逮捕した憲兵は、ハイネック軍曹なんですよ」。これはUFO研究者のJ・アレン・ハイネックにちなんだものである。

## UFOの示す証拠についての解釈
真正のUFO現象というものは現に存在するが、その一部は時空を操作する力をもつ人類以外の一種の意識体とかかわりをもっている――ヴァレはそのような考えを提示している。その現象は人類史を通じて存在し続けてきたわけだが、異なった文化のそれぞれに応じて装いを変えているようでもある。彼の考えでは、その現象の背後にある知性は、彼らが働きかけた者たちと共謀し、人類をペテンにかけて社会を操作してやろうという意図をもっているのだという。
ヴァレはまたUFO現象の第二の側面として、そこには「人間による人間の操作」という部分がある、との考えを示している。UFO現象の目撃者たちは、外部から自らを操るように仕組まれた見世物めいたものを体験するものだが、そこには彼らの信仰のシステムを変化させ、最終的には、外宇宙からのエイリアンの干渉をほのめかすことを通じて人間の社会に影響を及ぼそうという（注・ある種の人間たちの）意図が秘められている。こうしたペテンの究極の目標は、おそらくは人類の社会を計算づくで大きく変化させ、古い信仰システムを破壊しつつそれに代わる新たなシステムを構築することである。ヴァレは、いまある証拠を注意深く分析したならば、いまだ我々の知らない高度に進歩した手段を用いて、人間を騙すため密かに行われている計画の存在を指し示すことができるという。またヴァレは、各国の政府が――一般に流布している神話が言う通り――本当にエイリアンの証拠を隠蔽しているというようなことは全くありそうもない、と述べている。むしろ本当にありそうなのは、「操作する者たち」の側が、そのような話を我々に信じて欲しがっている、ということだ。ヴァレは、UFOの全体像というのは訳知り顔の人々だとかSFだとかによって混乱させられているのではないかと感じている。かくて彼は、UFOの探求やこれをめぐる論争には、科学がより強く、より真剣に関わってほしいと訴えている。 それでこそUFO現象というものの真の性格が明らかにできるのだ、と。

## UFO調査の試みについての見解
ヴァレはUFOの調査研究に対してすこぶる批判的な姿勢をみせることが多い。それは相手がビリーバーだろうが懐疑論者だろうが変わりはなく、UFO問題に関する調査であれば「妥当である」としてパスするようなレベルのものも、他のフィールドであればいいかげんで全く不十分であるとみなされてしまうだろう、と断言する。彼は、そのような調査において共通してみられる論理上の瑕疵と方法論的な瑕疵とをこれまでずっと指摘してきた。が、UFOを調査する試みに寄せられる多くの批判とは違って、彼の批評は慇懃無礼でも上から目線に立つものでもない。彼は自分は単に良き科学に興味をもっているだけなのだ、ということを言っているのである。

## 書籍
財務
Vallée, Jacques (January 2001). The Four Elements of Financial Alchemy: A New Formula for Personal Prosperity (1st paperback ed.). Ten Speed Press. p. 195 pp.. ISBN 1-58008-218-1
小説
- Vallée, Jacques; Tormé, Tracy (June 1996). Fastwalker (paperback ed.). Berkeley, California, U.S.A.: Publ. Frog Ltd.. p. 220 pp.. ISBN 1-883319-43-9　邦訳『異星人情報局 』(礒部剛喜訳、創元SF文庫、2003年）
- Vallée, Jacques (January 2006) (French). Stratagème (paperback ed.). p. 256 pp.. ISBN 2-84187-777-9
- Vallée, Jacques (July 2007). Stratagem (hardcover ed.). p. 220 pp.. ISBN 978-0-615-15642-2

Jacques Vallée has also written four science fiction novels, the first two under the pseudonym of Jérôme Sériel:
- Le Sub-Espace [Sub-Space] (1961)
- Le Satellite Sombre [The Dark Satellite] (1963)
- Alintel (as Jacques Vallée) (1986) (provided partial basis for Fastwalker)
- La Mémoire de Markov (as Jacques Vallée) (1986)

技術書
- Computer Message Systems (hardcover ed.). New York: McGraw-Hill (Data Communications Book Series). (August 1984). p. 163 pp.. ISBN 0-07-051031-8
- Johansen, Robert; Valles, Jacques; Spangler, Kathi (July 1979). Electronic Meetings: Technical Alternatives. Addison-Wesley Series on Decision Support (1st hardcover ed.). Addison-Wesley Publ. Co., Inc.. p. 244 pp.. ISBN 0-201-03478-6
- The Network Revolution - confessions of a computer scientist (paperback ed.). England: Penguin Books. (1982). p. 213 pp.. ISBN 0-14-007117-2
- The Heart of the Internet

UFO
- Anatomy of a phenomenon: unidentified objects in space – a scientific appraisal (1st hardcover ed.). NTC/Contemporary Publishing. (January 1965). ISBN 0-8092-9888-0

Reissue:  UFO's In Space: Anatomy of A Phenomenon (paperback reissue ed.). Ballantine Books. (April 1987). p. 284. ISBN 0-345-34437-5
- Challenge to Science: The UFO Enigma – with Janine Vallée (1966)
- Passport to Magonia: From Folklore to Flying Saucers. Chicago, IL, U.S.A.: Publ. Henry Regnery Co.. (1969)
- The Invisible College : What a Group of Scientists Has Discovered About UFO Influences on the Human Race (1st ed.). (1975)
- The Edge of Reality – Jacques Vallée and Dr. J. Allen Hynek (1975)　　邦訳『UFOとは何か』（ジャック・ヴァレー名義。久保智洋訳。角川文庫、1981年）
- Messengers of Deception: UFO Contacts and Cults (paperback ed.). Ronin Publ.. (June 1979). p. 243. ISBN 0-915904-38-1
- Dimensions: A Casebook of Alien Contact (1st ed.). Contemporary Books. (April 1988). p. 304. ISBN 0-8092-4586-8
- Confrontations – A Scientist's Search for Alien Contact (1st ed.). Ballantine Books. (March 1990). p. 263 hardcover. ISBN 0-345-36453-8
- Revelations: Alien Contact and Human Deception (1st ed.). Ballantine Books. (September 1991). p. 273 hardcover. ISBN 0-345-37172-0　邦訳『人はなぜエイリアン神話を求めるのか』（ジャック・ヴァレー名義。竹内慧訳。徳間書店、1996年）
- UFO Chronicles of the Soviet Union : A Cosmic Samizdat (1992)
- Forbidden Science: Journals, 1957-1969 (1992)
- Wonders in the Sky: Unexplained Aerial Objects from Antiquity to Modern Times (1st ed.). Tarcher. (2010). p. 528 paperback. ISBN 1-58542-820-5
- TRINITY: The Best-Kept Secret (Documatica Research, 2021）邦訳『核とUFOと異星人 人類史上最も深い謎』（ジャック・フランシス・ヴァレ博士名義。マイケル・E.サラ博士取材協力、磯部剛喜訳。ヒカルランド、2023年）

## 論文
- Five Arguments Against the Extraterrestrial Origin of Unidentified Flying Objects – Jacques Vallée, Ph.D.
- Six Cases of Unexplained Aerial Objects with Defined Luminosity Characteristics – Jacques Vallée, Ph.D.
- Physical Analyses in Ten Cases of Unexplained Aerial Objects with Material Samples – Jacques Vallée, Ph.D.
- Report from the Field: Scientific Issues in the UFO Phenomenon – Jacques Vallée, Ph.D.
- Crop Circles: “Signs” From Above or Human Artifacts? – Jacques Vallée, Ph.D.
- Are UFO Events related to Sidereal Time – Arguments against a proposed correlation – Jacques Vallée, Ph.D.

## 映像
- UFOs: It Has Begun (1979)

## 参照項目
- マゴニア